# Cheiracanthium lompobattangi
Cheiracanthium lompobattangi là một loài nhện trong họ Miturgidae.
Loài này thuộc chi Cheiracanthium. Cheiracanthium lompobattangi được Anna Maria Sibylla Merian miêu tả năm 1911.